# Distretto di Bludenz

Comuni del distretto di Bludenz (sono indicate in rosso il capoluogo, in blu i comuni con diritto di mercato, in verde gli altri comuni. Il numero nell'elenco corrisponde alla posizione del comune nella carta).

Il distretto di Bludenz (in tedesco Bezirk Bludenz) è un distretto amministrativo austriaco dello stato del Vorarlberg.

## Geografia antropica

### Città
1. Bludenz

### Comuni mercato
1. Nenzing
2. Schruns

### Comuni
1. Bartholomäberg
2. Blons
3. Bludesch
4. Brand
5. Bürs
6. Bürserberg
7. Dalaas
8. Fontanella
9. Gaschurn
10. Innerbraz
11. Klösterle
12. Lech am Arlberg
13. Lorüns
14. Ludesch
15. Nüziders
16. Raggal
17. Sankt Anton im Montafon
18. Sankt Gallenkirch
19. Sankt Gerold
20. Silbertal
21. Sonntag
22. Stallehr
23. Thüringen
24. Thüringerberg
25. Tschagguns
26. Vandans